# Nybelinia queenslandensis
Espèce
Nybelinia queenslandensis est une espèce de cestodes de la famille des Tentaculariidae. C'est un parasite que l'on rencontre chez des espèces de poissons, notamment des requins du genre Carcharhinus.

## Étymologie
Son nom spécifique, composé de queensland et du suffixe latin -ensis, « qui vit dans, qui habite », lui a été donné en référence au lieu de sa découverte, l’État du Queensland en Australie.